# Історія шоколаду в Іспанії

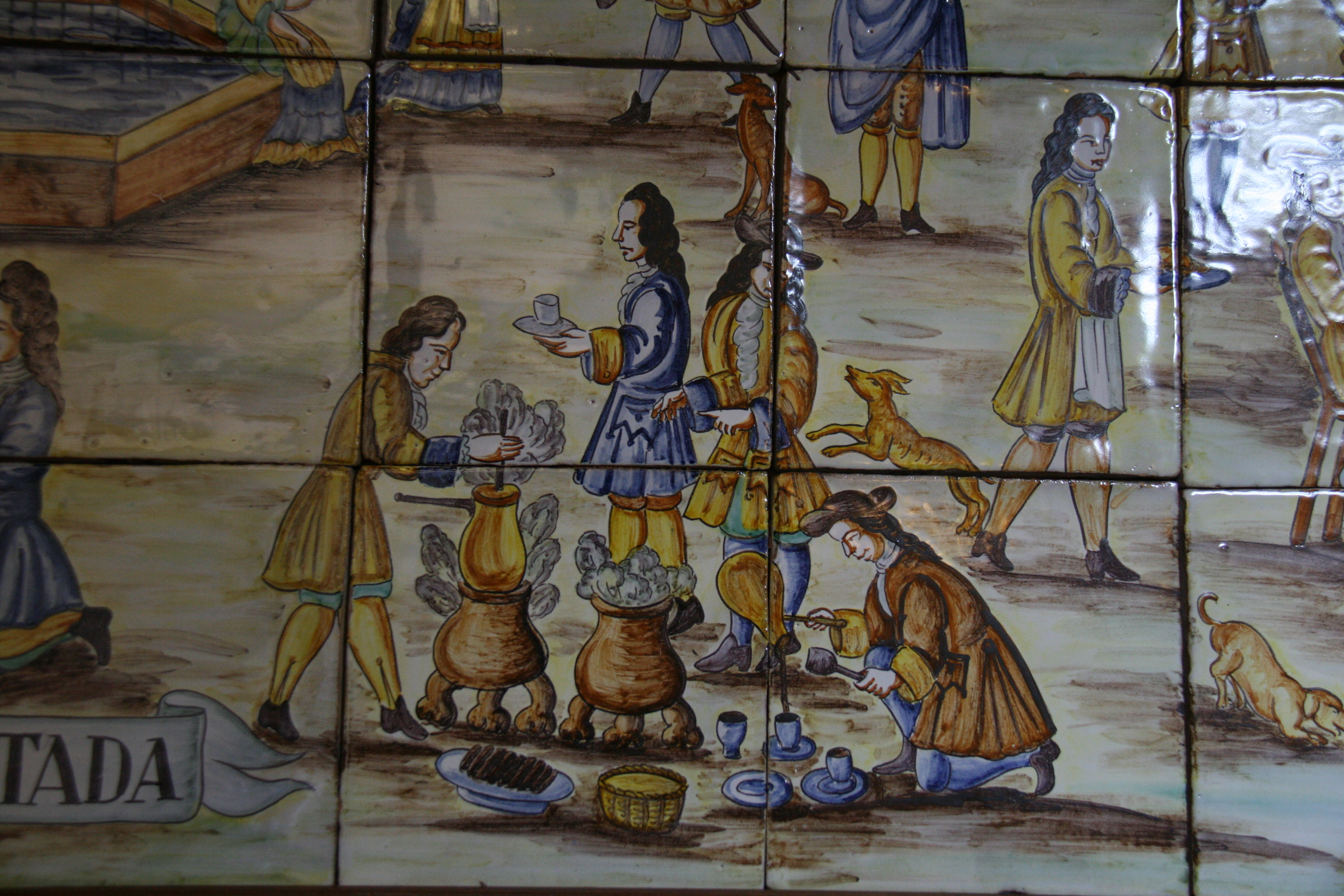
Типова сцена 17-го століття, яка показує приготування шоколаду

Історія шоколаду в Іспанії є частиною кулінарної історії Іспанії, починаючи з XVI століття, коли почалася колонізація американського континенту і рослина какао була відкрита в регіонах Мезоамерики, і до сьогодення. Після завоювання імперії ацтеків какао як товар подорожував на човні з порту Нової Іспанії до іспанського узбережжя. Перша така подорож до Європи відбулася невідомої дати у 1520-х роках. Однак лише в XVII столітті регулярна торгівля почалася з порту Веракрус, відкривши морський торговельний шлях, який задовольнив би новий попит з боку Іспанії, а пізніше з інших європейських країн.

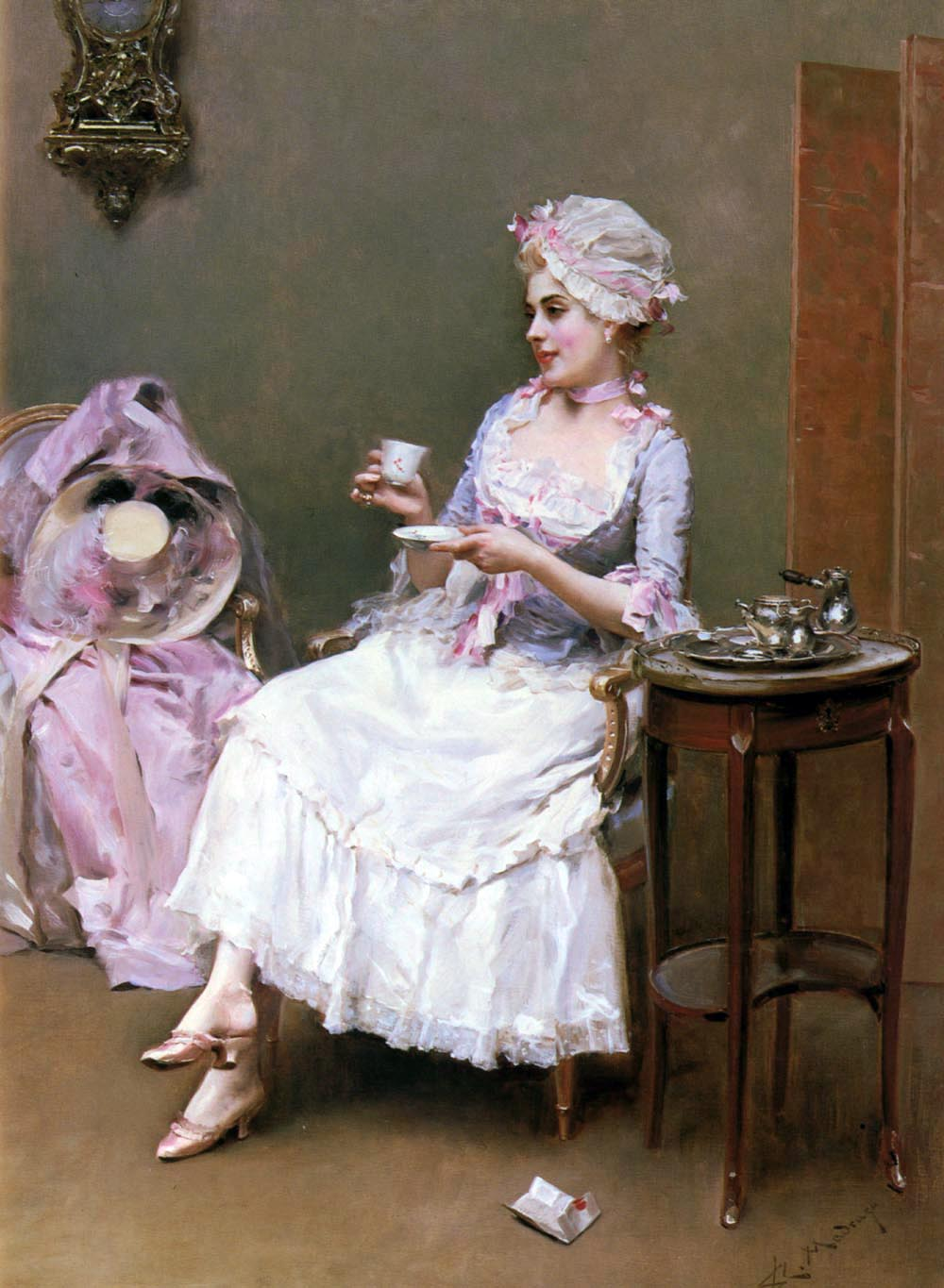
Жінка (Алін Массон) п'є чашку шоколаду, на полотні Раймундо Мадразо

На відміну від інших нових кулінарних інгредієнтів, привезених з Америки, визнання та зростання популярності шоколаду в Іспанії були швидкими, досягнувши свого піку в кінці XVI століття. Хоча шоколад не відразу був прийнятий іншими європейськими суспільствами, з часом він став популярним товаром. Щойно європейці усвідомили суспільну цінність шоколаду, вони почали більше включати його в свій раціон.
На ранніх стадіях какао підсолоджували цукровою тростиною, яку іспанці першими популяризували в Європі. У доколумбовій Америці шоколад був ароматизований перцем і був сумішшю гірких і пряних смаків. Це зробило його набутим смаком і обмежило його привабливість для іспанських конкістадорів, які незабаром були заохочені підсолоджувати його цукром, привезеним з Піренейського півострова, крім нагрівання.
За 100 років з моменту його першої появи в портах Андалусії шоколад став популярним як напій в Іспанії, де його подавали іспанській монархії. Однак деякий час ця формула була невідома в решті Європи. Пізніше шоколад поширився з Іспанії до решти Європи, а першими країнами, які прийняли його, були Італія та Франція.
Велика популярність напою в іспанському суспільстві з того часу і до XIX століття засвідчена в різних звітах, написаних мандрівниками, які відвідали Піренейський півострів. Говорили, що «шоколад для іспанців те ж саме, що чай для англійців». Таким чином шоколад перетворили на національний символ. Незвичайна прихильність до цього напою призвела до того, що кава залишалася відносно непопулярною в Іспанії порівняно з іншими європейськими країнами.
В Іспанії шоколад вважався виключно освіжаючим напоєм, і його рідко використовували в інших цілях, хоча є старі іспанські страви, які використовують какао. Після громадянської війни в Іспанії цей звичай змінився на користь споживання кави. У сучасній Іспанії сліди історії напою можна побачити в шоколадних компаніях, шоколадних магазинах і музеях. Іспанці також змішували свій цукровий шоколадний напій з молоком, так само, як кава змішується з молоком. Іншими способами, якими іспанці подають шоколад, були його натуральні цукерки (дульсе) у формі «гроночок», які зустрічаються в природі через високий вміст какао-масла.

## Доколумбова епоха

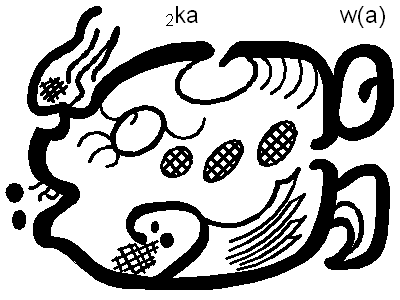
Письмо майя, що стосується какао

Мезоамериканське походження дерева какао (якому Лінней дав наукову назву Theobroma cacao в 1753 році) заперечується сучасними істориками ботаніки, оскільки існують різні гіпотези щодо регіону, з якого воно походить. Таким чином, деякі теорії вказують на регіон Амазонки; однак, вважається, що рослина також росла в дикій природі в інших частинах Америки, включаючи рівнини басейну Оріноко. Дуже ймовірно, що ольмеки знали рослину какао за 1000 років до нашої ери і передали її використання та вирощування майя, які першими описали какао у своїх ієрогліфах . Існує певний зв'язок між кров'ю людських жертвоприношень і споживанням какао, а зразки, знайдені в гробницях майя, переконливо вказують на те, що цей напій був поширений серед знатних класів. Роль, яку відіграють у релігійних церемоніях, пояснив Дієго де Ланда у своїй книзі «Список речей Юкатану».

### Як валюта
Хроніки іспанських конкістадорів містять численні згадки про його використання ацтеками як форму валюти, яка використовувала ацтекську вігезимальну систему, використання якої було широко поширене. Існували специфічні назви, такі як countles, що складається з чотирьох какао-бобів, xiquipil, що складається з двадцяти countles, і «ноша», яка включає три xiquipile. У своїй Historia general y natural de las Indias (1535, розширена в 1851 році з його раніше неопублікованих робіт) Гонсало Фернандес де Ов'єдо і Вальдес зазначив:
Тож у провінції Нікарагуа Кролик коштує десять ядер, а за чотири ядра дають вісім яблук або мушмула того чудового фрукту, який вони називають «munonzapot»; і раб коштує більше або менше 100 цих ядер, залежно від переговорів між залученими сторонами.
Какао також цінувалося в інших контекстах, таких як релігійні ритуали, шлюбні ритуали або як ліки (саме або в суміші з іншими рослинами), а також як поживна їжа. Широко поширене переконання, що це «дар богів», додало йому привабливості в доколумбових суспільствах як символу економічного добробуту. Його використання як валюти було здебільшого для сплати податків можновладцям.

## Епоха відкриттів

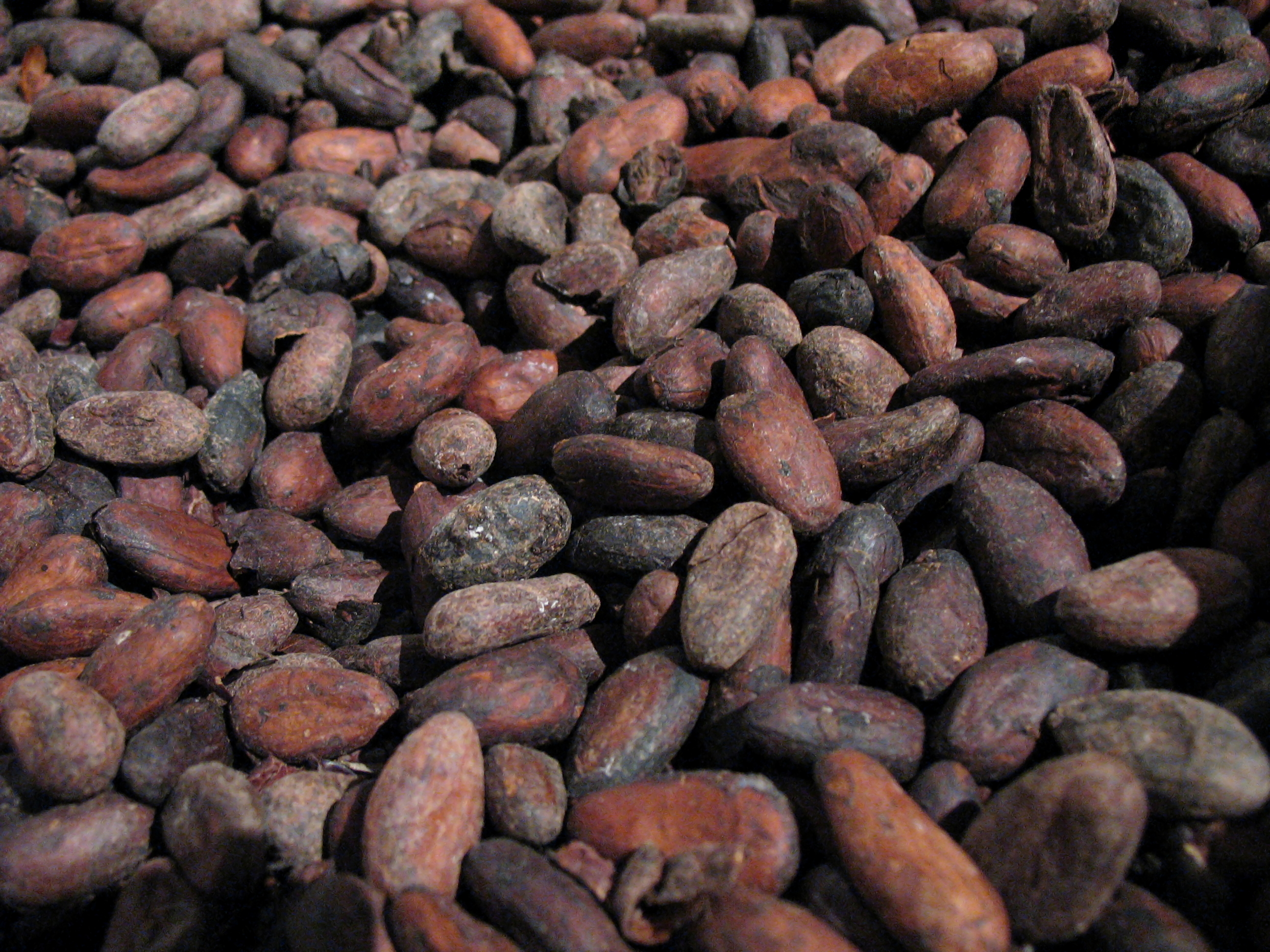
Какао-боби, які іспанці вважали схожими зовні на мигдаль.

Відкриття нових продуктів або методів приготування пройшло кілька етапів розуміння. Спочатку какао розуміли як їжу, а потім як приємний смак. Останнє стало можливим лише завдяки адаптації їжі до відомих раніше смаків. Саме в цих перших зустрічах іспанських конкістадорів з какао ми бачимо, що етап приготування був адаптований, воно було підсолоджене та приправлене іншими спеціями, такими як кориця, і подавалося теплим. Після цього вони краще зрозуміли цінність шоколаду. Ці три прості зміни відрізняли шоколад, який споживали іспанські колонізатори, від шоколаду, який споживали місцеві жителі. Така ж картина спостерігається і в інших стравах, якими в той час користувалися корінні жителі та іспанці. хоча жоден із них не мав такого визнання та глобального попиту, як шоколад.

### Перша зустріч Колумба
Мореплавець Христофор Колумб за економічної підтримки католицьких монархів вперше досяг берегів Нового Світу 12 жовтня 1492 року, спочатку вважаючи, що він досяг Індії. Ця подорож була здійснена, щоб розширити ринки шляхом встановлення нових торгових шляхів і, отже, конкурувати з Португальською імперією, яка вже була добре закріплена в Азії. Після успіху цієї першої подорожі до Нового Світу було організовано інші з наміром дослідити та створити нові торговельні шляхи. У своїй четвертій подорожі Колумб у 1502 році зустрів несподіваний шторм і 15 серпня був змушений тимчасово приземлитися на островах Бей. Під час своїх перших досліджень цієї місцевості група Колумба натрапила на човен майянського походження, який прямував з півострова Юкатан . Іспанці були здивовані великими розмірами судна. Колумб затримав судно і оглянув вантаж, який містив какао-боби, які він у своєму щоденнику назвав мигдалем . Однак він не надав цьому значення, і після цього первинного огляду він дозволив човну продовжити свій вантаж.
Пізніше, з 1517 по 1519 рік, іспанські конкістадори Берналь Діас дель Кастільо (який згадував про вживання какао ацтеками у своїй книзі "Historia verdadera de la conquista de la Nueva España ") та Ернан Кортес спробували напій і виявили, що він мають як гіркий, так і гострий смак завдяки використанню ахіоту. Іноді в напій також додавали кукурудзяну муку і галюциногенні гриби. Після цього іспанці знали, що місцеві жителі вважають какао-боби законним платіжним засобом. Фрей Торібіо де Бенавенте (на прізвисько Мотолінія) згадував про існування какао у своїх роботах, таких як Memorias або Libro de Cosas de la Nueva España o de los naturales de ella.

### Зустрічі в Новій Іспанії
Після завоювання Мексики імператор ацтеків Монтесума запропонував Ернану Кортесу та його супутникам п'ятдесят баночок пінистого шоколаду. За свідченням Франсіско Сервантеса де Салазара, великий імператор мав запас із кількох тисяч «зарядів» (десятки тисяч «ядер» какао).
Італієць Джіроламо Бенцоні у своїй книзі «La Historia del Mondo Nuovo» (1565) писав, що «…шоколад більше нагадував напій для свиней, ніж напій для людей», зазначивши, що він ніколи не пробував його, незважаючи на те, що жив там протягом багатьох років. більше року. Хосе де Акоста також зневажливо ставився до напою, порівнюючи пінисту шоколадну піну з калом. Незважаючи на ці застереження, Гонсало Фернандес де Ов'єдо-і-Вальдес охарактеризував його як цікавий інгредієнт, але виявив деяке небажання описувати, як деякі індіанці, випивши його, забарвлювали свої губи, ніби вони проковтнули людську кров.
Сприйняття іспанців змінювалося, частково через те, що вони все більше покладалися на місцеві інгредієнти. Коржики, приготовані з кукурудзяного борошна або (тамале), розігріті без використання жиру, здавалося, не задовольнили смаки завойовників, які звикли до свинини та кулінарних прийомів, заснованих на смаженні в жирі, або обсмажених із рясним використанням оливкової олії чи бекону. Популярні в Іспанії в той час продукти, такі як сир, були невідомі жителям Нового Світу.
Коли іспанські поселенці почали закінчувати запаси, які вони привезли з собою, їм довелося шукати замінники їжі. Тому вони почали висаджувати овочі, такі як нут, зернові культури, такі як пшениця, і фрукти, такі як апельсини чи груші. Крім того, вони запровадили вирощування оливок, винограду та цукрової тростини. Останній інгредієнт став важливим. З кінця XVI століття до какао-пасти почали додавати цукрову тростину, що призвело до більшого визнання какао серед іспанських поселенців.
Під час цього періоду поселення, приблизно в 1520-х роках, іспанцям довелося звикати до нових продуктів і смаків, намагаючись адаптувати старі методи вирощування до нового клімату. Так само, однак, нові інгредієнти, привезені іспанськими поселенцями, такі як пшениця та нут, важко знаходили визнання серед корінного населення, яке віддавало перевагу власним домашнім стравам.
Ці іспанці зі скромним економічним становищем часто одружувалися з багатшими ацтеками, часто як наложниці . Таким чином, вони, як правило, їли їжу під впливом ацтекської гастрономії. Це прискорило поширення какао серед обох культур. Берналь Діас дель Кастільо згадав, що на бенкеті, який відбувся на Пласа-Гранде в Мексиці (збудованій на руїнах столиці ацтеків) на честь миру між Карлосом I, королем Іспанії та Франциском I, шоколад подавали в золотих таблетках. Широке визнання какао іспанськими конкістадорами, особливо жінками, також було описано єзуїтом Хосе де Акоста в його книзі Historia natural y moral de las Indias (опублікована в 1590 році).
Прийняття шоколаду в Іспанії відбулося завдяки модифікаціям напою. Наприклад, був доданий цукор, що віддзеркалює мексиканську та індіанську практику додавання меду в какао-напій. Спеції Нового Світу були замінені подібними спеціями Старого Світу, частково заради звичності, але також і з практичності. Мадридський лікар Кольменеро де Ледесма рекомендував замінювати олександрійською трояндою суцвіття квітки мекасочітль і чорний перець мексиканським перцем чилі, коли це необхідно. Напої з какао, які містять кукурудзу, такі як атоле, поступово вийшли з виробництва через те, що шоколад без кукурудзи зберігався довше, що робило його більш придатним для подорожей через Атлантику. Хоча ці зміни мали на меті лише наблизити існуючі смаки шоколаду, у свою чергу засвоївши мезоамериканські смаки іспанців, вони були достатньо суттєвими, щоб зруйнувати їх початкову огиду до какао.
У результаті, після того як початкова огида до какао зникла, поставки були відправлені до Іспанії. Друга велика зміна шоколаду в руках іспанців полягала в способі подачі: какао нагрівали, поки воно не стало рідким. Це було на відміну від корінних жителів Нового Світу, які зазвичай пили його холодним або кімнатної температури. Третьою зміною було додавання спецій зі Старого Світу, таких як кориця, чорний мелений перець або аніс.

### Назви нового товару

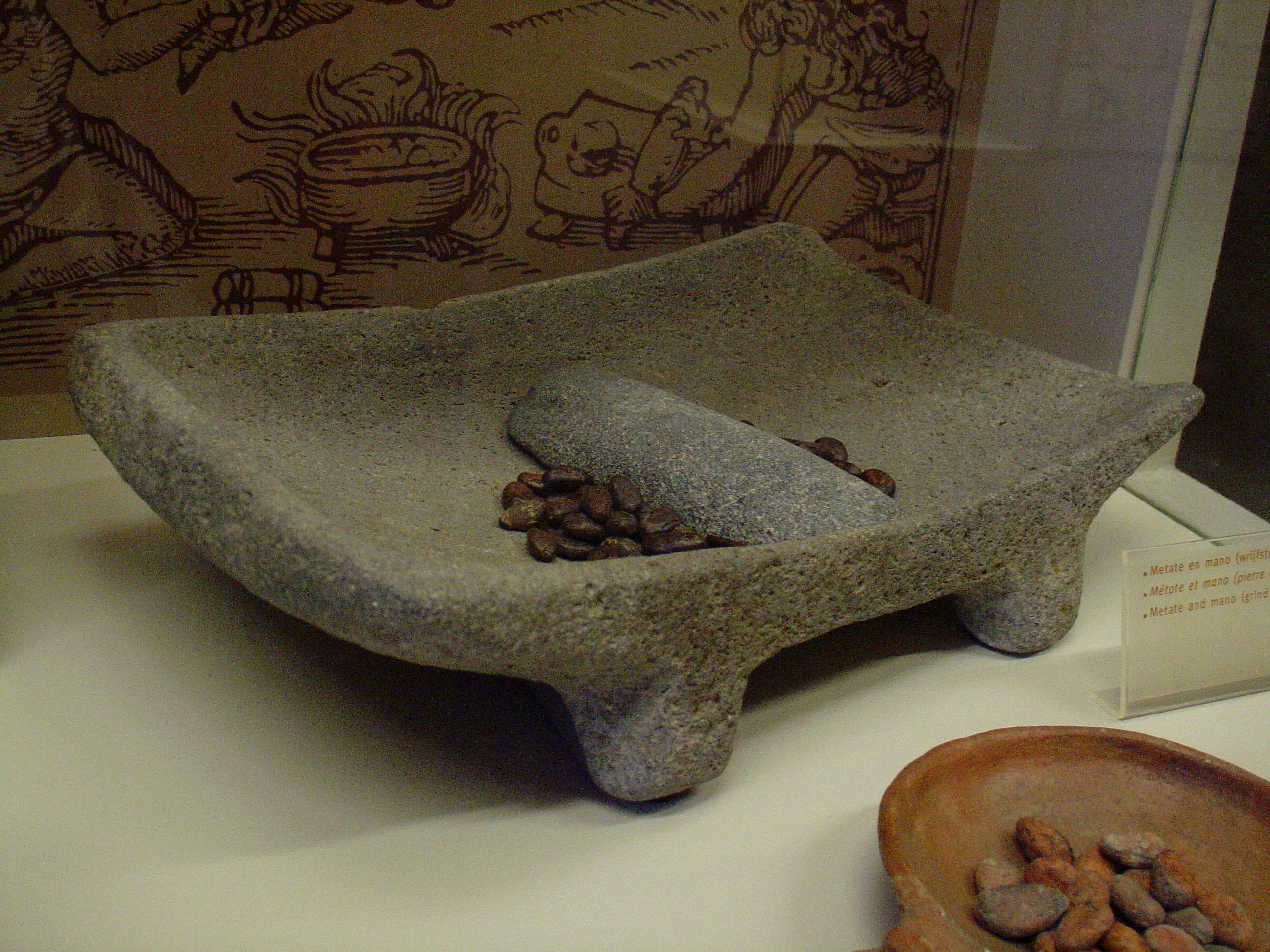
Точильний камінь, або точильний камінь для какао, широко використовувався в Іспанії до 19 століття.

Іспанським військам, дислокованим у Мексиці, важко було вимовляти мову ацтеків, науатль. Хоча фонології класичної науатль та ранньосучасної іспанської мови, якою розмовляли конкістадори, суттєво збігалися, фонотактика та граматика науатль були досить різними. Більше того, одна з небагатьох фонологічних відмінностей, наявність фонеми /tɬ/ мовою науатль і зазвичай пишеться «tl», викликала великі труднощі, оскільки суфікс «-tl» вказував на загальну форму леми для іменників науатль. Іспанці зазвичай скорочували суфікс «-tl» до /te/, пишеться «te». Труднощі Ернана Кортеса з мовою були очевидні в листах, які він надсилав, де він пише «Темістітан» замість Теночтітлан, а племінний бог Уїцілопочтлі як «Хуічілобос». Співіснування двох культур призвело до запозичення іспанською мовою певних мезоамериканських фраз або слів, таких як coyote або maiz.
Багато словників припускають, що слово шоколад походить від науатльського chocolatl, заснованого на еволюції від -tl до -te; однак з цією гіпотезою є проблеми. По-перше, Коу стверджує, що слово chocolatl не зустрічається в культурних писаннях ацтеків того часу. Подібним чином це слово не зустрічається в роботі Алонсо де Моліна, лексикографа того часу, який написав книгу про граматику ацтекської мови в 1555 році. Його також немає в енциклопедії Бернардіно де Саагуна та в Huehuetlatolli («Слова стародавніх»), посібнику з моральної поведінки. У всіх цих роботах використовується слово cacahuatl (какао-вода). У своїх періодичних листах Ернан Кортес згадує «какао». У невизначений час у XVI столітті іспанці Нової Іспанії почали використовувати слово chocolatl.
Лікар королівської родини Франсіско Ернандес де Кордоба вже знав цю назву в 1570-х роках, описуючи шоколад як напій, що складається з какао-бобів і почотля, різновиду насіння дерева, обидва подрібнені в порошок. Хосе де Акоста та його сучасники також використовували назву chocolatl в Новій Іспанії та на Юкатані, роблячи це слово неологізмом. Але інші припускають, що слово chocolatl походить від xocoatl, де xoco означає гіркий, а atl означає воду. Інше можливе пояснення походить від колоніальної звички готувати гаряче какао, у багатьох словниках майя того часу пояснюється, що «напій під назвою шоколад» походить від chacau haa (буквально «гаряча вода»), що фонетично близьке до chocolatl.

### Перші поставки в Іспанію
У 1520 році каравели почали доставляти іспанське какао до Іспанії, а пірати з каперським листом з Англії, можливо, через незнання нового інгредієнта, спалили та викинули вміст іспанських кораблів, які вони захопили. Ніхто не знає напевно, коли какао вперше прибуло до Іспанії; однак у середині XVI століття він вважався цінним матеріалом. Цінність продукту можна побачити в силі іспанських галеонів, які доставили перші насіння какао до іспанських портів, щоб запобігти їх крадіжці.
Немає жодних доказів того, що сам Ернан Кортес привозив какао до Іспанії на зворотному шляху, тому що під час зустрічі з Карлосом I, королем Іспанії та імператором Священної Римської імперії в 1528 році, какао не було в списку подарунків, привезених з Нового Світу. Перші поставки до Іспанії здійснювалися невеликими галерами, які використовували «шоколадний вітер», як був відомий сприятливий північний вітер у Мексиканській затоці.
Перше документальне свідчення про шоколад в Іспанії походить від делегації домініканських монахів на чолі з Фраєм Бартоломе де лас Касасом, які подорожували на Піренейський півострів у 1544 році, щоб відвідати принца Філіпа, майбутнього імператора Філіпа II. Під час зустрічі задокументовано дарування жуйки, кукурудзи та какао . Це також відноситься до шоколадного молочного коктейлю, який подавали, це був перший задокументований випадок присутності шоколаду в Іспанії. Знайомство домініканських монахів з цією їжею могло сприяти передачі какао з монастирів Мезоамерики до Іспанії. Дослідження показують, що перед прийомом отець Агілар першим в Іспанії приготував баночки шоколаду для настоятеля монастиря П'єдра дона Антоніо де Альваро.
Інші автори називають бенедиктинських ченців першими імпортерами шоколаду в 1532 році. Перші вантажі були доставлені на галері Марія дель Мар через порт Кадіс і доставлені до монастиря Третьих францисканців у Севільї. Цитата з бенедиктинців того часу була: «Не пийте какао, окрім монаха, пана чи хороброго солдата». У 1585 році посольство Японії, яке відвідало імператора Філіпа II в Аліканте, було вражене пропозицією шоколаду, виробленого сусіднім монастирем кларисок Вероніки. З самого початку іспанські священики були експертами з шоколаду, які поширювали свій рецепт серед конгрегацій. У 1601 році духівник суду в місті Кордова Сервен Серрітц додав невелику кількість шоколаду в овочі.
Він спробував посадити какао на Піренейському півострові, але результат був повним провалом, що призвело до усвідомлення того, що вирощування найкраще в широтах між 20 градусами північної та 20 градусів південної широти. Розширення та необхідність шукати сприятливий клімат для вирощування нової їжі призвело до того, що какао-дерева процвітали у Фернандо-Пу (в Іспанській Гвінеї), а звідти поширилися по всьому африканському континенту. У той час приготування солодощів і кондитерських виробів було в основному в руках фармацевтів, які використовували шоколад у різних секретних рецептах і фармацевтичних цілях. Застосування шоколаду в харчуванні обговорювалося в ті ранні часи, і можливі медичні застосування какао досліджувалися з самого початку: приклад можна знайти в Кодексі Бадіана, написаному в 1552 році.
Шоколад і кондитерські вироби подавали в Мадриді в XVII столітті, і місцеві жителі в цих закладах просили «напій, що прийшов з Індії». Декілька відвідувачів у XVIII столітті згадували про доступність шоколаду. У 1680 році дворянам, присутнім на ауто-да-фе, подавали какао в поєднанні з розтопленим льодом. Письменник Маркос Антоніо Орельяна згадує його популярність у той час у короткій римі:

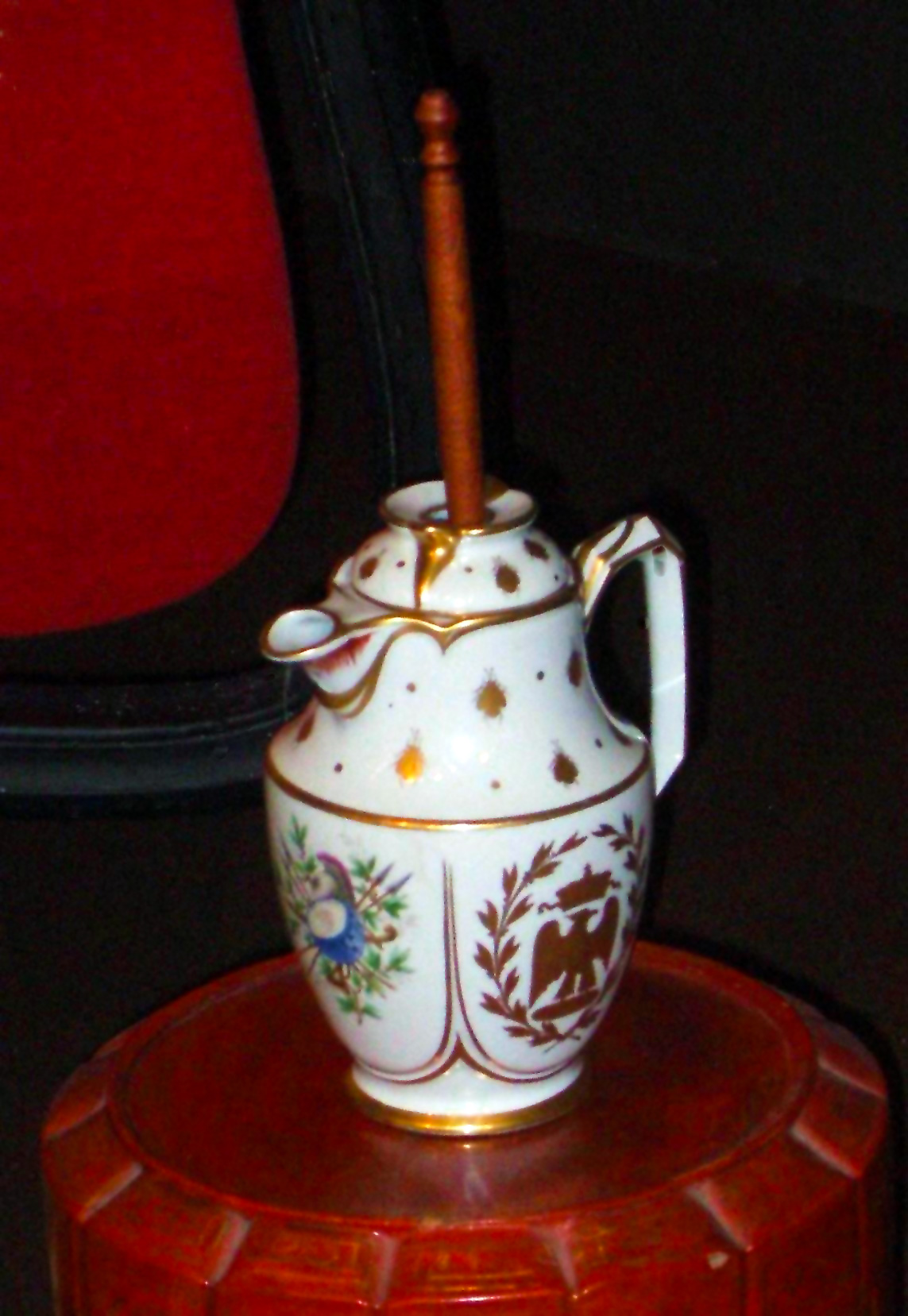
Шоколад «Pocillo» з його «подрібнювачем» (дерев'яною паличкою). Поширений спосіб виготовлення шоколаду в Іспанії вісімнадцятого століття.

¡Oh, divino chocolate!
que arrodillado te muelen,
manos plegadas te baten
Популярність напою серед знатних жінок була така, що, не задовольняючись вживанням його кілька разів на день, вони просили пити його і в церкві. Ця примха засмутила єпископів, які в 1861 році опублікували циркуляр, що забороняв вживання шоколаду в церквах під час тривалих проповідей. Шоколатади, які проводяться в кінці богослужінь, стали популярними.

## Золотий вік шоколаду
На початку сімнадцятого століття питний шоколад став популярним в Іспанії, і вперше був прийнятий вищими класами. Воно поступово розширилося у двох напрямках: географічному та соціальному. Інші продукти з Америки не були прийняті в іспанському суспільстві того часу так, як какао. Решта харчових продуктів були віднесені до ситуацій ботанічних досліджень або включені в деякі нові кулінарні препарати у виняткових випадках і із загальним небажанням. Проте шоколад був частиною ряду палацових ритуалів сімнадцятого століття, які пропонувалися відвідувачам як частина «розваги». Цей ритуал полягав у тому, що придворні дами пропонували своїм відвідувачкам порцію какао разом із різними солодощами (тістечками, солодким хлібом, булочками та бріошами) і вазою зі снігом. Шоколад подавали відвідувачам, які відпочивали на подушках, оточених гобеленами та теплом жару мангалів. Chocolatadas, суспільний звичай пити шоколад у громаді, вперше з'явився в Іспанії.
У цьому столітті два фактори призвели до поширення какао. Одруження іспанських дворянок із французькими королівськими особами та єзуїти, що надають рецепти шоколаду в різних країнах, наприклад в Італії. Попит на какао значно зріс у середині 16 століття, і продукт потрапив до іспанських морських портів, звідки він поширився до решти Європи.

### Прийняття іспанськими правлячими класами
Нову їжу та напої в цю епоху, як правило, споживали спочатку вищі класи, перш ніж поступово пробиватися до нижчих класів шляхом наслідування. Спочатку суворі правителі дому Габсбургів не любили шоколад. Ернан Кортес згадав про шоколад Карлу I у своїх листах з Америки (так звані «Листи про стосунки»), після чого він переконав імператора вперше спробувати його в місті Толедо. На початку 17 століття пиття шоколаду було вже цілком прийнято в королівському дворі, і його споживання було звичним на королівських ранкових прийомах. Невдовзі шоколад подавали подібним чином у всіх іспанських будинках у великих містах. Англійський мандрівник Елліс Вер'ярд, який подорожував Іспанією в 1701 році, писав про високу репутацію, якою користувався шоколад в Іспанії, у своїй книзі «An Account of Divers Choice Remarks» і описав, як робили шоколад, старанно подрібнюючи какао в портативних кам'яних млинах. і змішати його з корицею, ваніллю і невеликою кількістю аннато. У 1644 році Антоніо Кольменеро де Ледесма опублікував один із перших іспанських рецептів шоколаду, який був стандартом в Іспанії та Європі наприкінці 16 століття. Кольменеро самостійно переклав свою роботу англійською мовою, і вона поширилася Європою. Іспанські лікарі, які були прихильниками теорії чотирьох тілесних гуморів (серед них Кольменеро), стверджували, що шоколад має «холодний і сухий» темперамент і викликає меланхолію. Одним із інгредієнтів, які використовуються в рецепті Colmenero, є мекасочітль (Piper amalgo), родич чорного перцю, і він зазначив, що за відсутності цього інгредієнта можна використовувати Paeonia broteri (вид троянди).

### Поширився з Іспанії до решти Європи

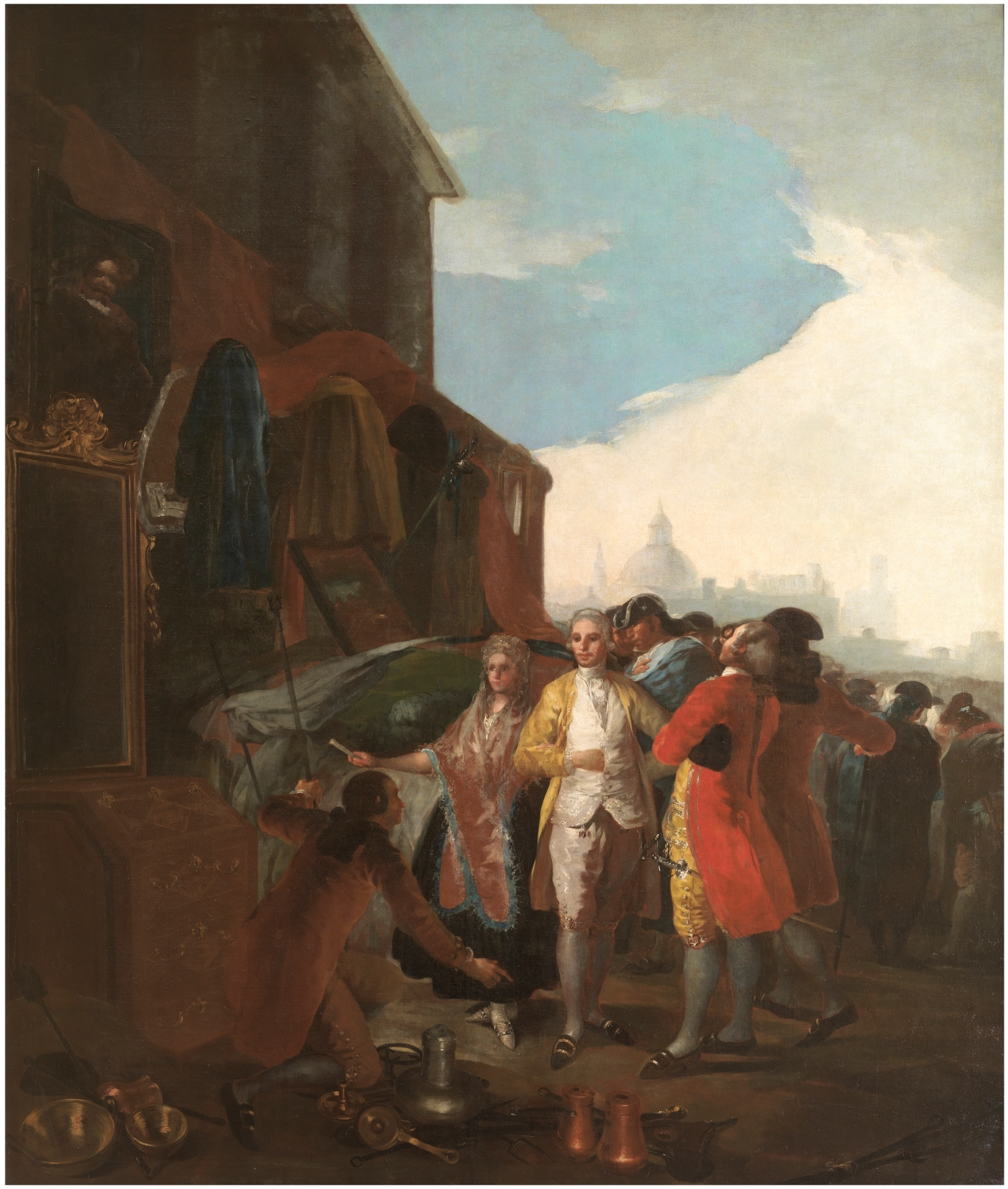
Картина Гойї, на якій зображені різні шоколадні чашки та кухлі

Спосіб доставки шоколаду до іспанських портів показує, що протягом XVII століття він був одним із найцінніших товарів, які привозили з-за океану. У 1691 р. була зроблена спроба обмежити розповсюдження, що незабаром зустріло спротив більшості андалузьких купців. Шоколад був привезений до Франції єзуїтами та після того, як його пропагували королеви іспанського походження: Анна Австрійська (дочка Філіпа III Іспанського і дружина Людовика XIII Французького) та Марія Тереза Іспанська (донька Філіпа IV Іспанського), яка переїхала до Франції в 1660 році, щоб вийти заміж за Людовика XIV Французького (Короля-Сонця). В результаті в XVII столітті шоколад увійшов в моду в Парижі. Вольтер цитує цей напій у своїх творах у XVIII столітті.